# Salopella
Salopella — викопний рід примітивних спороносних рослин, що існували на межі пізнього силуру та раннього девону. Викопні рештки виявлені у Китаї, Великій Британії, Бразилії та Австралії.

## Опис
Діагностичними ознаками є голі осі, що розгалужуються ізотомічно, закінчуються веретеноподібними спорангіями. Спорангії нерозгалужені, але принаймні у типового виду осі, здається, розгалужуються безпосередньо під спорангіями. Рід відрізняється від подібних форм роду Tortilicaulis тим, що спорангії не мають спірально розташованих клітин, а також від інших подібних форм, таких як Cooksonia, Uskiella і Tarrantia формою спорангіїв.

## Філогенія
Більшість видів описані на дуже дрібних фрагментах кінчиків рослин, за винятком двох австралійських видів, які зберігають більшу частину рослини. Відносини роду незрозумілі, оскільки багато анатомічних деталей залишаються невідомими. Вважається, що він належить до риніофітів.